# Yucca baileyi

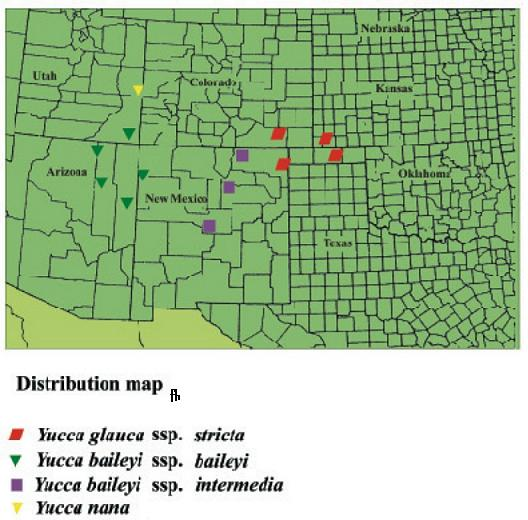
Verbreitungskarte der Unterarten

Yucca baileyi ist eine Pflanzenart der Gattung der Palmlilien (Yucca) in der Familie der Spargelgewächse (Asparagaceae).

## Beschreibung
Yucca baileyi wächst solitär, stammlos (jedoch manchmal mit Stämmen bis 30 cm Höhe) bis gruppenbildend aus unterirdischen Stämmen verzweigend, mit drei bis 15 Rosetten, 0,5 bis 2 Meter breit. Die flexiblen, biegsamen, gelben bis grünen Laubblätter sind 20 bis 60 cm lang und 0,3 bis 0,8 cm breit.
Der in den Blättern beginnende, traubige Blütenstand ragt kaum über die Blätter hinaus und wird 0,3 bis 0,8 Meter hoch. Die hängenden, glockenförmigen, kugeligen, weißen, cremefarbenen Blüten weisen eine Länge von 5 bis 6 cm und einen Durchmesser von 2 bis 3 cm auf. Die Blütezeit reicht von Mai bis Juli.

## Vorkommen
Yucca baileyi ist in der Great Basin Wüste in trockenen Wäldern und Prärien in den Staaten Utah, Arizona, New Mexico und Colorado in Ebenen und auf flachen Hügeln in Höhenlagen zwischen 1200 und 2400 Metern verbreitet. Diese Art wächst oft vergesellschaftet mit verschiedenen Kakteenarten.
Yucca baileyi  ist in Mitteleuropa frosthart bis minus 18 °C.

## Systematik
Yucca baileyi ist nahe verwandt mit der Seifen-Palmlilie (Yucca elata) und Yucca angustissima.
Yucca baileyi ist nach Liberty Hyde Bailey, einem amerikanischen Gartenbauingenieur und Gründer des Bailey Hortorium an der Cornell-Universität, benannt.
Die Erstbeschreibung durch Elmer Otis Wooton und Paul Carpenter Standley unter dem Namen Yucca baileyi ist 1913 veröffentlicht worden. Synonyme sind Yucca navajoa von Webber 1945, Yucca standleyi von McKelvey 1947 und Yucca baileyi var. navajoa von Webber 1953.
Es werden folgende zwei Unterarten unterschieden:
- Yucca baileyi Wooton & Standl. subsp. baileyi
- Yucca baileyi subsp. intermedia (McKelvey) Hochstätter

Yucca baileyi ist eine Art der Sektion Chaenocarpa aus der Serie Glaucae.

## Bilder
Yucca baileyi in New Mexico:

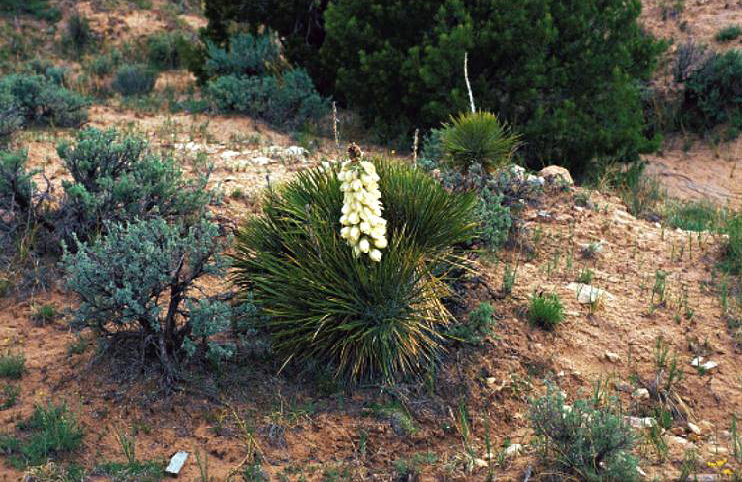
Mit kurzem Stamm
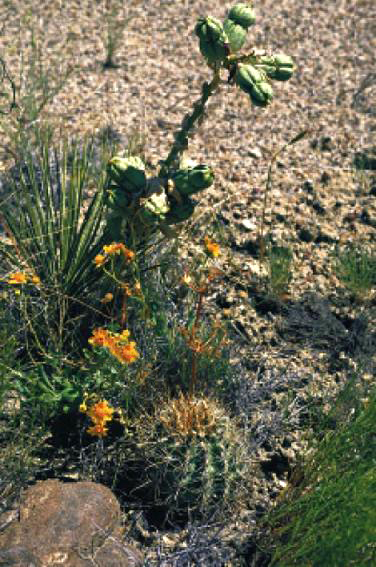
Mit reifen Früchten